# تاریخ ادبیات کودکان ایران
تاریخ ادبیات کودکان ایران نگارش محمدهادی محمدی و زهره قایینی مجموعه ده‌جلدی تاریخ ادبیات کودکان ایران است که پژوهش‌های آن در موسسه پژوهشی تاریخ ادبیات کودکان انجام شده و انتشارات چیستا آن را منتشر کرده‌است. سه جلد آخر این مجموعه که دوره زمانی ۱۳۴۰ تا ۱۳۵۷ را دربر می‌گیرد، در سی و سومین دوره جایزه کتاب سال جمهوری اسلامی ایران، به‌عنوان «کتاب سال ایران» برگزیده شد.

## معرفی
تاریخ ادبیات کودکان ایران، پژوهشی فراگیر برپایه شناخت سیر تاریخی جایگاه کودک در جامعه، دیدگاه‌های آموزشی و پرورشی و رشد ادبیات کودکان در ایران است. گروه پژوهشگران تاریخ ادبیات کودکان ایران، پیش طرح آن را در سال ۱۳۷۵ به تصویب رساندند و از سال ۱۳۷۶ کار نگارش مجموعه کتاب‌های مرجع تاریخ ادبیات کودکان ایران را در ۱۰ جلد آغاز کردند که پژوهش آن تا سال ۱۳۸۶ به طول انجامید.
جلد اول مجموعه به ادبیات شفاهی و دوران باستان می‌پردازد، جلد دوم ادبیات کودکان پس از اسلام را پوشش می‌دهد، جلد سوم و چهارم ویژهٔ ادبیات کودکان دوره مشروطه است، جلد پنجم تا هفتم این کتاب به ادبیات کودکان در روزگار نو درسال‌های ۱۳۰۰ تا ۱۳۴۰ می‌پردازد و سرانجام سه جلد هشت تا ده، به سیر گسترش فرهنگ و ادبیات کودکان بین سال‌های ۱۳۴۰ تا ۱۳۵۷ می‌پردازد.

## چکیدهٔ بخش‌های کتاب
بخش اول این پژوهش با بررسی مختصر اوضاع سیاسی، اقتصادی و اجتماعی ایران درسال‌های ۱۳۴۰ تا ۱۳۵۷ آغاز می‌شود. برخی حرکت‌های مثبت این دوره، تشکیل سپاه دانش از سوی پرویز ناتل خانلری، تشکیل سپاه بهداشت، کاهش شمار کودکان کار، شکل گیری نهادهای مدنی ترویج‌گر حقوق کودکان، تصویب قوانینی برای دفاع از حقوق کودک، احداث نخستین مراکز تفریحی کودکان و توجه بیشتر رسانه‌های گروهی به کودکان بود. در سال تحصیلی ۱۳۴۳–۱۳۴۴، وزارت آموزش و پرورش نخست آموزش ابتدایی را اجباری اعلام کرد، سپس افرادی از جمله: ثمینه باغچه‌بان، توران میرهادی، آذردخت آریان‌پور، آموزگار، علی‌محمد کاردان و … را فراخواند تا طرحی برای دگرگون کردن سامانه آموزشی فراهم آورند.
برای تربیت آموزگاران نیز در شهرها و روستاها، مراکز تربیت معلم و دانشسراها فعالیت می‌کردند. پایه‌گذاری سازمان پژوهش و نوسازی آموزشی و اجرای طرح مدارس تجربی و پایه‌گذاری انجمن اولیا و مربیان در این دوره اتفاق افتادند.
بخش دوم این پژوهش نخست به بررسی فلسفه ادبیات کودکان ایران می‌پردازد. سپس نهادهای ادبیات کودک در ایران را معرفی می‌کند. در نیمه نخست دهه ۴۰، دو نهاد مهم ادبیات کودکان در ایران، پایه‌گذاری شدند. 
شورای کتاب کودک در دی ماه ۱۳۴۱ به کوشش جمعی از دست‌اندرکاران ادبیات کودکان و آموزش و پرورش، مانند: توران میرهادی، لیلی آهی، معصومه سهراب، یحیی مافی، توران اشتیاقی، مهدی آذریزدی کار خود را آغاز کرد. برخی فعالیت‌های شورا عبارت بود از: انتشار نشریه، جزوه، کتاب و فهرست سالانه کتاب‌های مناسب کودکان؛ برگزاری هم‌اندیشی‌ها و نشست‌های کارشناسی؛ ترویج ادبیات کودکان در دانشگاه‌ها و آموزشگاه‌های عالی؛ ترویج کتابخوانی و برپایی نمایشگاه‌ها، برگزاری هفته کتاب کودک و روز بین‌المللی کتاب کودک؛ و فعالیت‌های بین‌المللی از جمله عضویت در دفتر بین‌المللی کتاب برای نسل جوان و … و برپایی کتابخانه تحقیقاتی. کانون پرورش فکری کودکان و نوجوانان نیز در بهمن ۱۳۴۴، با مدیریت لیلی امیرارجمند پایه‌گذاری شد. 
گام نخست کانون پایه‌گذاری کتابخانه‌های کودکان بود که بیشتر آن‌ها در مناطق محروم شهر بودند. دیگر فعالیت‌های این نهاد عبارت بود از: ایجاد کتابخانه مرجع، شرکت در گردهمایی‌های بین‌المللی، انتشار نشریاتی چون کارنامه کانون و فصلنامه کانون. ایجاد مراکزی مانند: مرکز پژوهش‌های فرهنگی اجتماعی، مرکز سینمایی و …. در سال‌های ابتدایی دهه ۴۰ قوانینی در زمینه کتابخانه‌های کودکان تصویب شد و بیشتر مدرسه‌ها کتابخانه داشتند. اما این کتابخانه‌ها نتوانستند جایگاه خود را در سامانه آموزشی بیابند. 
در این دوره نخستین ناشران ویژه کتاب‌های کودکان در شمار اندک، پدید آمدند. از نخستین ناشران می‌توان به انتشارات کانون پرورش فکری کودکان و نوجوانان اشاره کرد. دو ناشر دیگر پدیده و دادجو بودند که بیشتر کتاب‌های ترجمه را منتشر می‌کردند. در این دوره برخی ناشران کتاب‌های بزرگسال به انتشار کتاب‌های کودکان گرایش پیدا کردند، مانند: انتشارات اشرفی و امیرکبیر با انتشار کتاب‌های طلائی. بنگاه ترجمه و نشر کتاب و فرانکلین که از سال‌ها پیش شروع به انتشار کتاب برای کودکان و نوجوانان کرده بودند در این دوره نیز به فعالیت خود ادامه دادند. در این دوره ناشرانی برپایه این دیدگاه که کتاب کودک باید پیامی سیاسی- اجتماعی داشته باشد و در ساده‌ترین شکل و با ارزان‌ترین کاغذ منتشر شود، کتاب‌هایی منتشر کردند. 
ناشرانی دیگر چون دفتر نشر فرهنگ اسلامی، دارالتبلیغ اسلامی و … کار خود را به نشر کتاب‌های مذهبی اختصاص دادند. گروه‌های بررسی شورای کتاب کودک به نقد وضیت نشر کتاب‌های کودکان و نوجوانان پرداختند اما تا پایان این دوره بازار نشر همچنان آشفته بود. پدیدآورندگان این دورهٔ ادبیات کودکان و نوجوانان، بیشتر از دو طبقه میانی و کارگری – دهقانی، برخاسته بودند. این ناهمگونی طبقاتی، خود را در آثار منتشره پدیدآورندگان این دوره نشان می‌دهد. 
افرادی با کودکی‌های ویژه و متفاوت که هر کدام به گونه‌ای از این گذشته بهره می‌بردند. نویسندگانی چون صمد بهرنگی، علی اشرف درویشیان، منصور یاقوتی، مهدی آذریزدی یا تصویرگرانی مانند زمان زمانی، نورالدین زرین کلک، مرتضی ممیز، بهرام خائف، پرویز کلانتری. بخش سوم کتاب، به پژوهش و آموزش، نقد، جایزه و سانسور در ادبیات کودکان می‌پردازد. بحث دربارهٔ ادبیات کودکان در دانشگاه‌ها نخستین بار از سوی محمدباقر هوشیار آغاز شد. بعد از او، علی‌اکبر شعاری‌نژاد به آموزش ادبیات کودکان در دانشسرای مقدماتی پرداخت. 
شورای کتاب کودک نیز با تلاش‌هایش سبب شد تا ادبیات کودکان به عنوان واحد درسی در تعدادی از مراکز آموزش عالی گنجانده شود. از دیگر فعالیت‌ها در این زمینه ایجاد کتابخانه‌های تحقیقاتی، تهیه کتابشناسی‌ها و برگزاری سمینارها بود. در این دوره شورای کتاب کودک با برگزاری سمینار و معرفی سنجه‌ها و رهنمودهای کاربردی برای کتاب کودک و انتشار فهرست کتاب‌های مناسب، همین‌طور کانون پرورش فکری کوکان و نوجوانان با انتشار نشریه کارنامه و نقد و بررسی کتاب‌ها به نهادینه شدن ادبیات کودکان ایران، کمک کردند.
همچنین نمونه‌هایی از نقدهای ادبیات کودک در نشریات پیک معلم و خانواده منتشر می‌شد که نشان‌دهندهٔ توجه دانشسراها به نقد بود. در بخش نقد به نظرات کارشناسان در سیر تحول نقد ادبیات کودکان ایران پرداخته شده‌است. فرخ صادقی یکی از منتقدان روشمند حوزه ادبیات کودکان در این سال‌ها بود. در این دوره جوایزی نیز برای کتاب‌های مناسب کودکان پایه‌گذاری شد: نشان یادبود کتاب برگزیده سال شورای کتاب کودک، جایزه سلطنتی بهترین کتاب سال بنیاد پهلوی، جایزه نقدی عباس یمینی‌شریف برای بهترین کتاب کودک و نوجوان، جایزه ادبی- هنری سخن و فهرست افتخار دفتر بین‌المللی کتاب برای نسل جوان. در این سال‌ها سانسور بر کتاب‌های کودکان نیز حاکم بود.
بخش چهارم این پژوهش انواع ادبیات داستانی کودکان را بررسی می‌کند. در داستان‌های واقعگرا و واقع‌نمای این دوره بیشتر به موضوعاتی همچون: کودکان کار و محروم در روستاها یا حاشیهٔ شهرها، زندگی با نامادری، عشق به سوادآموزی، روایت زندگی نویسندگان از دوره کودکی و نوجوانی خودشان، خاطره‌های مدرسه و … پرداخته شده. ادبیات استعاری و تمثیلی در این دوره با «ماهی سیاه کوچولو» مطرح شد. داستان‌های دینی، فانتزی، تاریخی و افسانه‌های نو از دیگر سبک‌های داستانی کودکان در این دوره بودند. نویسندگان ادبیات داستانی کودکان در این دوره افراد زیادی بودند که برخی با یک یا چند اثر محدود و برخی با چندین اثر در این حوزه فعالیت می‌کردند.
نویسندگانی همچون: امین فقیری، صمد بهرنگی، داریوش عباداللهی، علی اشرف درویشیان، منصور یاقوتی، قدسی قاضی‌نور، محمود برآبادی، محمود احیائی، محمدرضا سرشار، فریده فرجام، مرتضی مطهری، محمود حکیمی، علی وافی یزدی، حسین میرکاظمی، جعفر تجارتچی، محمود کیانوش، محمود قادری گلابدره‌ای، نادر ابراهیمی، احمدرضا احمدی، م.ا. به‌آذین، سیروس طاهباز، ثمین باغچه‌بان، نیما یوشیج، عباس یمینی‌شریف و …. بخش پنجم کتاب با بحث پیرامون گردآوری، بازنویسی و بازآفرینی در ادبیات کودکان آغاز می‌شود. در این دوره افرادی چون انجوی شیرازی در رادیو، علی بلوکباشی در نشریه کتاب هفته و کیهان هفته و پژوهشگرانی چون احمد شاملو، صمدبهرنگی، جلال آل‌احمد، حسین محمدزاده صدیق، در زمینه فرهنگ عامه و ثبت ادبیات عامیانه فعالیت می‌کردند. برخی ناشران نیز مانند کتاب‌های طلائی، سپهر، پدیده، کانون پرورش فکری کودکان و نوجوانان و سروش به انتشار کتاب‌های بازنویسی یا بازآفرینی در حوزه ادبیات عامیانه و ادبیات کلاسیک دست زدند. در این دوره ترجمه نیز پیشرفت چشمگیری داشت. 
گونه‌های ادبی کتاب‌های ترجمه متنوع بود و ناشران و مترجمان زیادی در این حوزه فعالیت می‌کردند. ناشرانی مانند: فرانکلین، بنگاه ترجمه و نشر کتاب، کانون پرورش فکری کودکان و نوجوانان، سروش و مترجمانی همچون: محسن رمضانی، محمدرضا جعفری، اردشیر نیکپور و ناهید کاشی‌چی. گونه‌های غیرداستانی که در این دوران منتشر می‌شدند عبارت بودند از: کتاب‌های مرجع، زندگینامه‌ها، کتاب‌های اطلاعاتی و کتاب‌های دینی. شعر کودک در این سال‌ها به باروری رسید. عباس یمینی شریف، محمود کیانوش و پروین دولت‌آبادی، از شاعران برجسته کودکان در این دوره بودند، که مورد نقد و تحلیل و بررسی قرار گرفته‌اند. داستان‌های منظوم در این دوره پیشرفت چندانی نداشتند. در این دورهٔ تاریخی برای نخستین بار سروده‌های کودکان نیز منتشر شدند. سوادآموزی در ایران در این سال‌ها پیشرفت‌هایی کرد و به نگرش نهادی رسید. در پایان این بخش، روند تهیهٔ کتاب‌های درسی دبستان و راهنمایی، به‌ویژه کتاب‌های فارسی مورد بررسی قرارگرفته‌است.
بخش شش کتاب، با بررسی جایگاه ادبیات در نشریه‌های کودکان آغاز می‌شود. کیهان بچه‌ها با مدیریت عباس یمینی‌شریف و اطلاعات کودکان، از نشریات مهم و پرمخاطب آن دوره بودند که هر دو به ادبیات داستانی توجه زیادی داشتند و شعر در هیچ‌کدام جایگاه ویژه‌ای نداشت. از دیگر نشریات مطرح در این دوره، می‌توان به نشریات پیک اشاره کرد که دست‌اندرکاران اصلی آن ایرج جهانشاهی، فردوس وزیری، اسماعیل سعادت، مهدخت صنعتی و ایران گرگین بودند. نشریه مذهبی پیام شادی نیز در دهه پنجاه منتشر می‌شد. 
در این دوره، ساختن برنامه ویژه کودکان در رادیو و تلویزیون گسترش یافت. از فعالان این حوزه که به قصه‌گویی و کتابخوانی هم توجه ویژه داشتند می‌توان از هما احسان و مولود عاطفی نام برد. بعدها افراد دیگری نیز به استفاده از این رسانه برای ترویج کتابخوانی پرداختند. در دهه ۵۰ لیلی گلستان برنامه‌ای رادیویی برای آشنایی نوجوانان با ادبیات تهیه کرد. از سال ۱۳۵۳، نمایشنامه‌های رادیویی، بر پایهٔ قصه‌هایی از هوشنگ مرادی کرمانی پخش می‌شد. شورای کتاب کودک نیز برنامه‌هایی برای ترویج کتابخوانی در رادیو تلویزیون داشت. در این دوره، سازمان آموزش و پروش، شورای کتاب کودک و مرکز تئاتر کانون به نمایش و نمایشنامه‌نویسی و اجرای تئاتر برای کودکان و نوجوانان توجه نشان دادند. 
مرکز تئاتر کانون به سرپرستی دان لافون کار خود را آغاز کرد. بعد ازآن اسکار باتک، نیز بخش نمایش عروسکی کانون را راه‌اندازی کرد. در این دوره افرادی به نویسندگی، ترجمه و انتشار نمایشنامه‌های کودکان، پرداختند. در این دوران به علت پیشبرد سیاست یگانه‌سازی زبانی، فرهنگ و ادبیات قوم‌های ایرانی رنگ باخت.
وضعیت کودکستان‌ها، آموزشگاه‌ها، کتاب‌های درسی، کتاب‌های دینی، کتاب‌های تاریخی، نشریه‌های کودکان و دست اندکاران فرهنگ و ادبیات اقوام ایرانی در این بخش مورد بحث و بررسی قرار گرفته‌است. در این دوره تصویرگری کتاب کودک از جریان سنتی گذر کرد و با روند جهانی هنرهای تجسمی و تصویرگری پیوند خورد.
آتلیه انتشارات فرانکلین، با سیاست‌هایی که داشت و گروه تصویرگران، خوشنویسان و صفحه‌آرایان خود از جمله: محمدزمان زمانی، پرویز کلانتری، نورالدین زرین‌کلک، غلامعلی مکتبی، ژانت میخائیلی، محمد احصایی، سیف‌الله یزدانی و …، سبب بالارفتن سطح تصویرگری آثار کودکان شد. شورای کتاب‮ کودک و کانون پرورش فکری کودکان و نوجوانان نیز در این زمینه نقش مهمی داشتند. شورای کتاب کودک با اختصاص دادن نشستی به تصویرگری در نخستین سمینار ادبیات کودک و بالا بردن سنجه‌های تولید تصویر در این راه کمک ارزشمندی کرد.
کانون نیز با استفاده از افرادی چون مرتضی ممیز، فرشید مثقالی، علی اکبر صادقی، بهمن دادخواه، یوتا آذرگین، بهرام خائف و … در این زمینه فعالیت می‌کرد. چند اثر از انتشارات کانون پرورش فکری کودکان و نوجوانان در این دوره توانستند جوایز بین‌المللی را از آن خود کنند. انتشارات همگام با کودکان و نوجوانان، امیرکبیر و پدیده از جمله ناشرانی بودند که سعی در انتشار کتاب‌های کودکان با تصاویر مطلوب داشتند و با تصویرگران به‌نام همکاری می‌کردند. برخی ناشران نیز از جمله دادجو و پدیده برای اولین بار کتاب‌های مقوایی و پاپ‌آپ را در ایران منتشر کردند.

## ویژگی‌ها
در فرایند این پژوهش تاریخی، علاوه بر اینکه جست و جوهای گسترده‌ای برای گردآوری سندهای نوشتاری و تصویری و داده‌های شفاهی در گسترهٔ ملی انجام شد، در مراحل واپسین به تولید مفاهیم در مقولهٔ تاریخ ادبیات کودکان نیز منجر شد. از مهم‌ترین این مفاهیم می‌توان به فلسفه تاریخ ادبیات کودکان ایران اشاره کرد. نظریه‌پردازی دربارهٔ این موضوع یکی از بخش‌های حساس این دوره و این کتاب است.
در تمام فصل‌های کتاب مطالبی تحت عنوان متن برگزیده، بررسی ادبی، بررسی تاریخی، مصاحبه با تاریخ و سرگذشتنامه برای فهم بهتر متن به تفصیل آمده است. کتاب دارای تصاویری از اشیا، اسناد و عکس‌هایی مربوط به هر موضوع است. در پایان جلدهای ۸ و ۱۰ چند نمونه تصویر رنگی از پوسترها و کتاب‌های کودکان دیده می‌شود. فهرست منابعی برای مطالعه بیشتر در انتهای هر فصل آمده است و در پایان جلد ۱۰ نمایه نام‌ها و نمایه موضوعی امکان دسترسی به تمامی اطلاعات آمده در کتاب را برای خواننده فراهم می‌کند.
این مجموعه اولین اثری است که با این جامعیت دربارهٔ تاریخ ادبیات کودکان ایران نوشته شده‌است. این مجموعه توانسته بسیاری از اسناد مربوط به تاریخ ادبیات کودک در ایران را که ممکن بود در گذر زمان از بین برود از نابودی نجات دهد. داده‌ها و اطلاعات اثر نو است. اکثر اطلاعات گردآمده در این مجموعه، نخستین بار است که در زبان فارسی با این جامعیت عرضه شده‌است. بسیاری از منابع و اسنادی که برای نگارش این مجموعه مورد استفاده قرار گرفته‌اند، از مجموعه‌های شخصی فراهم آمده‌اند.